# منگلرود

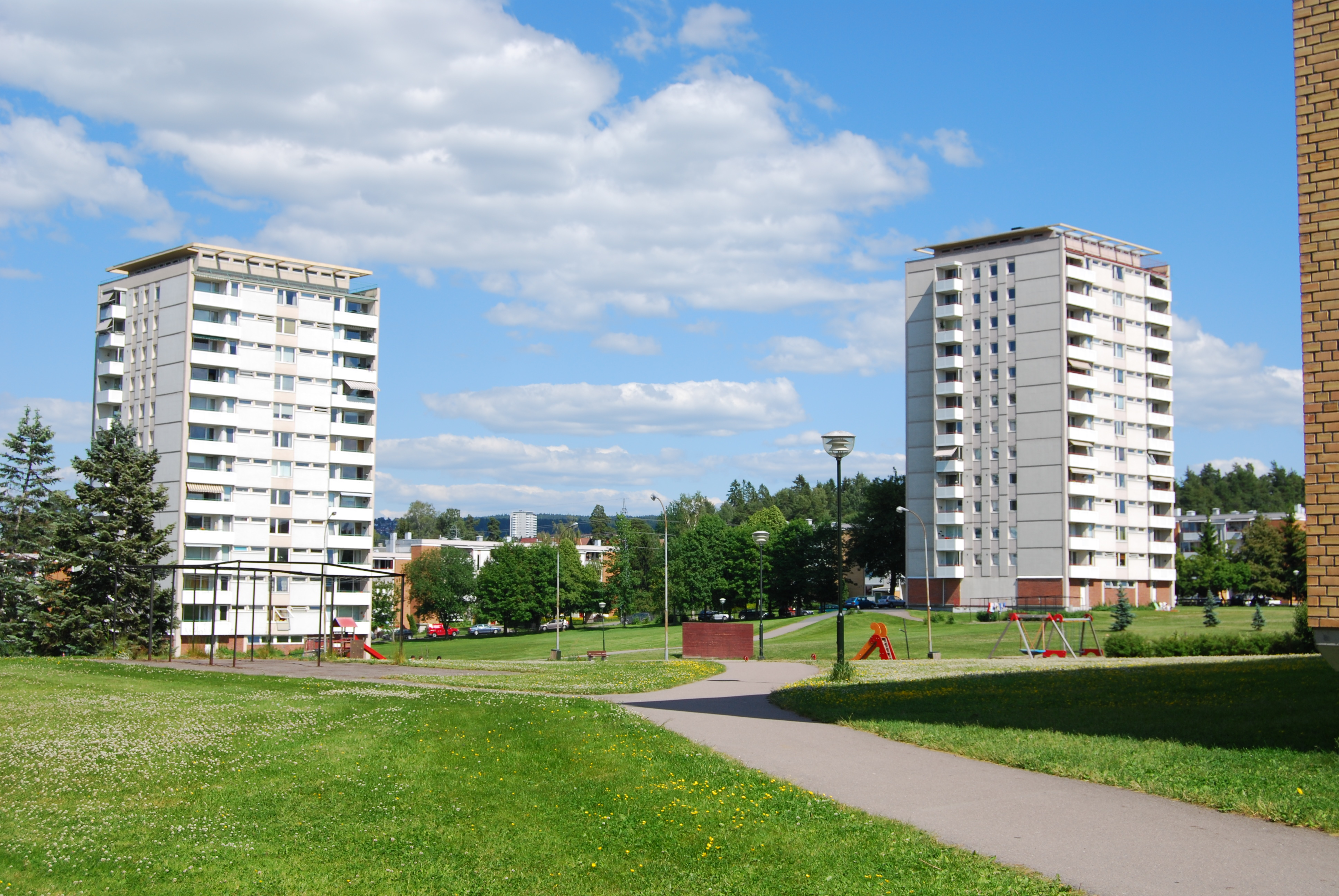
برج‌های بلوکی منگلرود

منگلرود (به نروژی: Manglerud) () ناحیه‌ای در محدوده بالتیک (اسلو) در شهر اسلو، نروژ است. منگلرود در دهه ۱۹۶۰ به عنوان حومه اسلو ساخته شد که توسط سیستم متروی اسلو T-bane به هم متصل شد.

## هاکی روی یخ
این ناحیه شاید بیشتر به‌خاطر تیم هاکی روی یخ‌اش، منگلرود استار، که در GET-ligaen، بالاترین سطح هاکی نروژی بازی می‌کند، شناخته شده‌است. آنها دو بار قهرمان نروژ شده‌اند، در سال ۱۹۷۷ و در سال ۱۹۷۸.

## افراد معروف
- پل وکتار-ساووی، عضو گروه نروژی آ-ها
- مگن فروهولمن، عضو گروه نروژی آ-ها
- Marius Müller، موسیقی‌دان